# Scolopendra heros

Ungefähres Verbreitungsgebiet von S. heros

Scolopendra heros, auch als Wüstenläufer oder Riesiger Wüstenläufer bezeichnet, ist eine Art der zu den Tausendfüßern gehörenden Hundertfüßer, und in Nordamerika, genauer in den südwestlichen Vereinigten Staaten und im nördlichen Mexiko, verbreitet.

## Beschreibung

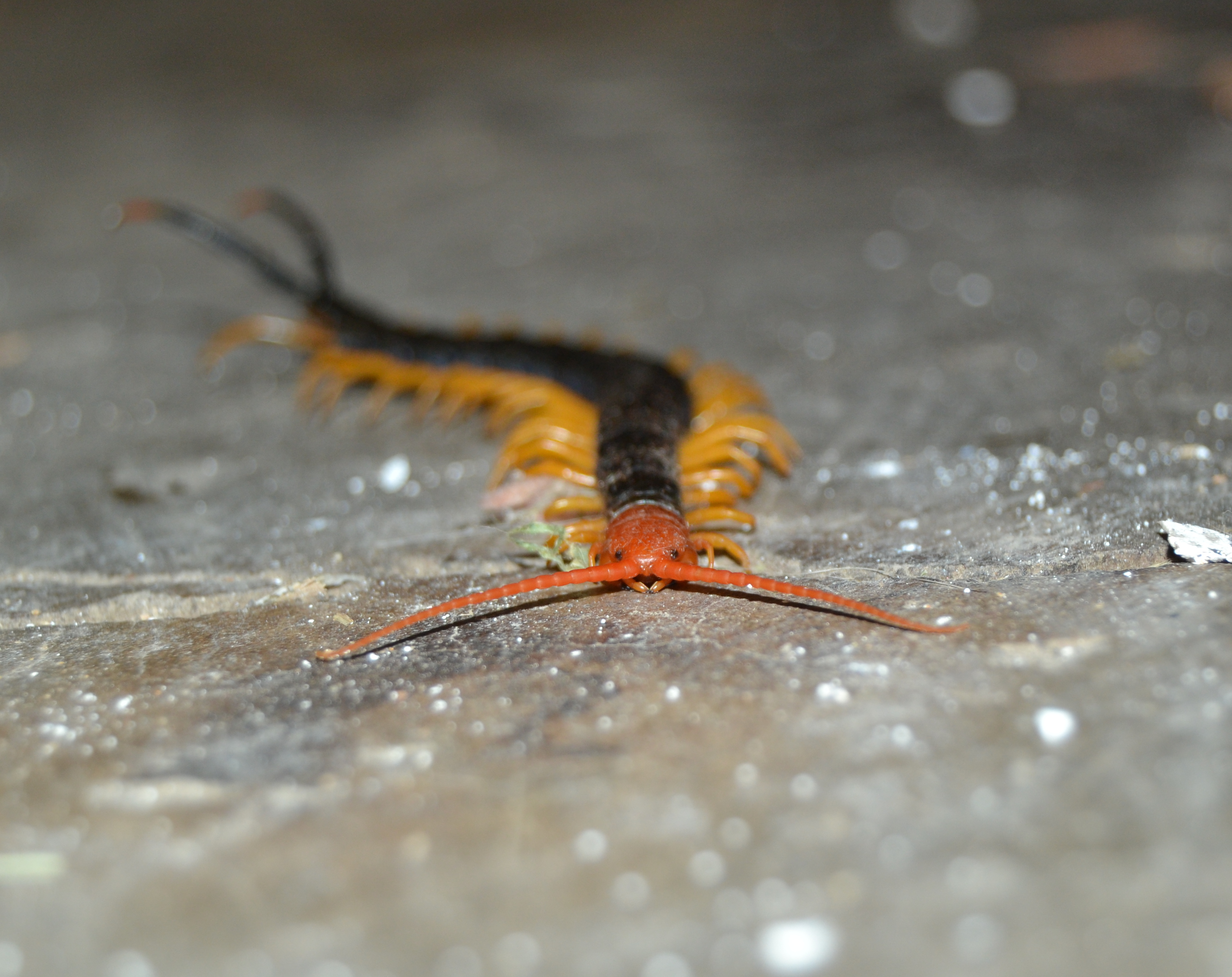
S. heros var. castaneiceps gefunden in Oklahoma, mit rotem Kopf und schwarzem Körper

S. heros ist der größte Tausendfüßler in Nordamerika. Er hat eine durchschnittliche Länge von 170 mm, kann jedoch in freier Wildbahn bis zu 200 mm erreichen und in Gefangenschaft sogar noch länger werden. Sein Körper trägt entweder 21 oder 23 Beinpaare.
Er ist in Warnfarben gefärbt, um potenzielle Räuber abzuschrecken, und es sind mehrere Farbvarianten in dieser Art bekannt. Die Variante Castaneiceps, die in Arkansas, Missouri, Texas, und den umliegenden Gebieten vorkommt, ist allgemein als „Riesiger Rotkopf-Tausendfüßler“ oder „Texanischer Rotkopf-Tausendfüßler“ bekannt, aufgrund seines auffälligen roten Kopfes und des grünlich-schwarzen Körpers und Schwanzes.

## Verbreitung und Ökologie
S. heros kommt im Norden Mexikos und im Südwesten der Vereinigten Staaten vor, von New Mexico und Arizona im Westen bis nach Arkansas, Missouri und Louisiana im Osten. Obwohl diese Art aufgrund ihres Vorkommens in Wüstengebieten wie der Sonora- und der Chihuahua-Wüste sowie in anderen trockenen und halbtrockenen Lebensräumen oft als „Riesiger Wüstenläufer“ bezeichnet wird, ist S. heros auch in felsigen Waldgebieten zu finden, zum Beispiel in Arkansas. An warmen Tagen bleibt er im Boden verborgen und kommt bei bewölktem Wetter hervor.

## Jagdverhalten und Nahrung
S. heros ist in erster Linie ein nachtaktives Raubtier und jagt Insekten, Spinnen, kleine Wirbeltiere und andere kleine Tiere, einschließlich Nagetieren, Reptilien und Amphibien, die es mit seinen kräftigen Kiefern und Giftklauen erbeutet. Er ist in der Lage, in die Luft zu greifen, um kleine fliegende Insekten zu erbeuten. Der Tausendfüßler setzt sein Gift ein, um seine Beute zu überwältigen.

## Lebenszyklus
S. heros schlüpft aus Eiern. Während sie wachsen und reifen, häuten sie sich wie alle Gliederfüßer und werfen ihr Exoskelett ab. Jedes Mal, wenn sie sich häuten, treten sie in eine neue Phase ihres Lebenszyklus ein, die als „Larvenstadium“ bezeichnet wird. Wie alle scolopendromorphen Tausendfüßer bleibt die Anzahl der Körperteile während ihres gesamten Lebens gleich. S. heros ist eine langsam wachsende Art und ihre Lebenserwartung beträgt mehr als ein Jahrzehnt.

### Gift
Das Gift von S. heros ähnelt in seiner Zusammensetzung dem Gift anderer Scolopendra-Arten, einschließlich Komponenten wie Serotonin, Histamin, Lipiden, Proteinen (einschließlich kardiotoxischen Proteinen und Enzymen wie hämolytischem Phospholipase A) und anderen Substanzen. Die Mischung wirkt als Cytolysin, das Zellmembranen beeinträchtigt und Zellen zerstört. Das Gift von S. heros enthält auch Toxine, die auf ihre Beute abzielen: Ein Toxin betäubt das Nervensystem von Insekten und macht sie unfähig, zu empfinden oder zu fliehen, während ein anderes Toxin in das autonome Nervensystem von Wirbeltieren eingreift, um kleine Wirbeltiere leichter zu überwältigen und zu verzehren. Die genauen Wirkungen und die Zusammensetzung des Gifts wurden nicht gründlich erforscht, zum Teil, weil es schwierig ist, es in signifikanten Mengen zu extrahieren, und es schnell verfällt, wenn es verarbeitet wird.
Bisse von S. heros sind bei Wirbeltieren äußerst schmerzhaft. Eine Ratte, die von S. heros in das Bein gebissen wurde, zeigte Anzeichen von qualvollen Schmerzen, gefolgt von Schwellungen, kehrte aber nach fünf Stunden zur Normalität zurück. Bei Menschen verursacht ein Biss von S. heros in der Regel scharfe, brennende örtliche Schmerzen und Schwellungen, hat jedoch bisher keine bestätigten Todesfälle verursacht. Es ist bekannt, dass Bisse von S. heros gelegentlich Übelkeit, Kopfschmerzen und lokale Hautnekrose verursachen. Es gibt jedoch einzelne Fälle von schweren Symptomen und Verletzungen bei Menschen, die auf Scolopendra-Bisse zurückzuführen sind, darunter Nierenversagen aufgrund von Rhabdomyolyse und Herzinfarkt.

## Synonyme
- Scolopendra castaneiceps (Wood, 1861)
- Scolopendra pernix (Kohlrausch, 1878)
- Scolopendra heros prismatica (Cragin, 1885)
- Scolopendra heros arizonensis (Kraepelin, 1903)